# Saint-Pancrasse
Saint-Pancrasse è un comune francese di 459 abitanti situato nel dipartimento dell'Isère della regione dell'Alvernia-Rodano-Alpi.

## Società

### Evoluzione demografica
Abitanti censiti